# 토이 솔져스: 가짜사나이2 더 컴플리트
"토이 솔져스: 가짜사나이2 더 컴플리트"는 한국에서 제작된 오윤동 감독의 2021년 다큐멘터리 영화이다. 김병지 등이 주연으로 출연하였다. 대한민국에서 2021년 1월 27일 개봉된다.

## 출연

### 주연
- 김병지
- 줄리엔 강
- 힘의길
- 이과장
- 곽윤기
- 손민수
- 까로
- 지기
- 조재원
- 머독
- 윽박
- 홍구
- 오현민
- 샘김

## 기타
- 프로듀서: 송두선